# 佐賀県社会人サッカーリーグ
佐賀県社会人サッカーリーグ（さがけんしゃかいじんりーぐ）とは、全国の各都道府県にあるサッカーの都道府県リーグのうち、佐賀県のクラブチームが参加するリーグである。

## 概要・レギュレーション
佐賀県社会人サッカーリーグは3部構成となっており、その下に地区リーグがある（2025年）。各リーグともに1回戦総当たりで行う。
- 1部（9チーム、試合時間80分）[1]
- 2部（9チーム、試合時間80分）[2]
- 3部（10チーム、試合時間70分）[3]
- 地区リーグ（11チーム×2ブロック=22チーム、試合時間60分）[4][5]

地区リーグは2023年まで「北部、中部・東部、西部」の3地区に分かれていたが、チーム数に偏りが見られたことから明確な地域分けを廃止し、2024年はチーム所在地を考慮した8チームずつの3ブロック制に移行。2025年は11チームずつの2ブロック制となった。

### 昇格・降格に関して
- 1部優勝チームは九州各県リーグ決勝大会の出場権を得る。同大会優勝で九州サッカーリーグに自動昇格、準優勝で九州リーグ9位と入替戦を行う。
- 1部9位と2部1位は自動入替。1部8位と2部2位は入替戦を行う。
- 2部9位と3部1位は自動入替。2部8位と3部2位は入替戦を行う。
- 3部9位・10位は地区リーグに自動降格。
- 各地区リーグ優勝チームは佐賀県地区リーグ決勝大会に出場。1回戦総当たりを行い、上位2チームが県リーグ3部に昇格。

## 参加チーム (2025年)

### 1部
- アトレティコ佐賀
- FBI & Co.
- 佐賀大EHREN U・K
- FC.TOSU
- FC ALEGRE CAMINHO
- 吉野ヶ里FC
- NISSIN IL SOLE FC
- FCソレイユ
- SV.SAGain

### 2部
- 鶴城FC
- 唐津蹴球クラブ
- NISSIN FOOTBALL CLUB
- ALL佐賀大
- MIZOTA
- FC有田INDIAN
- K.I FC
- 佐賀県庁サッカー部
- FC DIABROS

### 3部
- 肥前クラブ
- 佐賀銀行サッカー部
- YAMATO
- FC SUZUKA
- FCエストレーラ
- ARDORE
- FCスペリオール
- 武雄クラブ
- CIELO
- PLEASURE FC

## 歴代優勝チーム

### 1部
※九州サッカーリーグ昇格チームは太字で表記
- 2000年 九州INAX
- 2001年 佐賀楠葉クラブ
- 2002年 川副クラブ
- 2003年 KTめづらSC
- 2004年 九州INAX
- 2005年 九州INAX
- 2006年 川副クラブ
- 2007年 九州INAX
- 2008年 川副クラブ
- 2009年 鶴城FC
- 2010年 鶴城FC
- 2011年 佐賀楠葉クラブ
- 2012年 川副クラブ
- 2013年 川副クラブ
- 2014年 ALL佐賀大
- 2015年 FC.TOSU
- 2016年 佐賀LIXIL FC
- 2017年 川副クラブ
- 2018年 エフトブルスFC
- 2019年 ALL佐賀大
- 2020年 EVインテルナシオナル
- 2021年 EVインテル.TOSU
- 2022年 EVインテル.TOSU
- 2023年 アトレティコ佐賀
- 2024年 アトレティコ佐賀